# Aurora, Texas
Aurora este o localitate cu 853 de locuitori (2000) din comitatul Wise, statul federal Texas, SUA aflată la circa 40 km nord-vest de Dallas. Localitatea a devenit cunoscută prin teoria neverosimilă despre OZN-uri (farfurii zburătoare).

## Evenimente
La data de 17 aprilie 1897 relatează jurnalistul H. E. Haydon în cotidianul Dallas Morning News că în dimineața aceleași zile în jurul orei 6 o navă spațială care se deplasa spre nord, ar fi avut probleme de manevrare. Nava pierde din înălțime și s-a ciocnit de o moară de vânt după care a explodat. Moara și grădina din jurul ei au suferit stricăciuni însemnate. Examinarea rămășițelor pilotului a dus la concluzia că el n-ar fi de origine terestră. Acestea au fost singurele date care relatau incidentul. După câțiva ani relatează locuitorii din Aurora că au îngropat în cimitir resturile rămase de la accident. In anul 1973 declară la o conferință de presă Hayden Hewes, care era directorul biroului de ufologie din Oklahoma City (International UFO Bureau) că în cimitirul din Aurora a găsit resturile unui astronaut extraterestru. Această afirmație a declarat o campanie intensă de presă, autoritățile locale interzic exhumarea morților. În regiune se găsesc resturi de aliaje de metal care cu tehnologia cunoscută în 1897 nu puteau fi realizate (acestea au fost găsite de fapt în 1940). Mai mulți locuitori declară mediilor că incidentul OZN le-a fost povestit de predecesorii lor, însă nu există martori oculari. Investigații independente una de alta ajung la concluzia că în regiune n-a existat niciodată o moară de vânt. După mai mulți ani va declara  H. E. Haydon, că relatările lui despre OZN-uri le-a făcut în glumă și că țelul lui ar fi fost de a atrage atenția asupra locului său natal.
După ce cea mai mare parte din cei care au investigat incidentul au ajuns la concluzia că toată povestea a fost o farsă, autoritățile statului Texas ridică o placă comemorativă în cimitirul din localitate.